# Mikołaj Łoziński

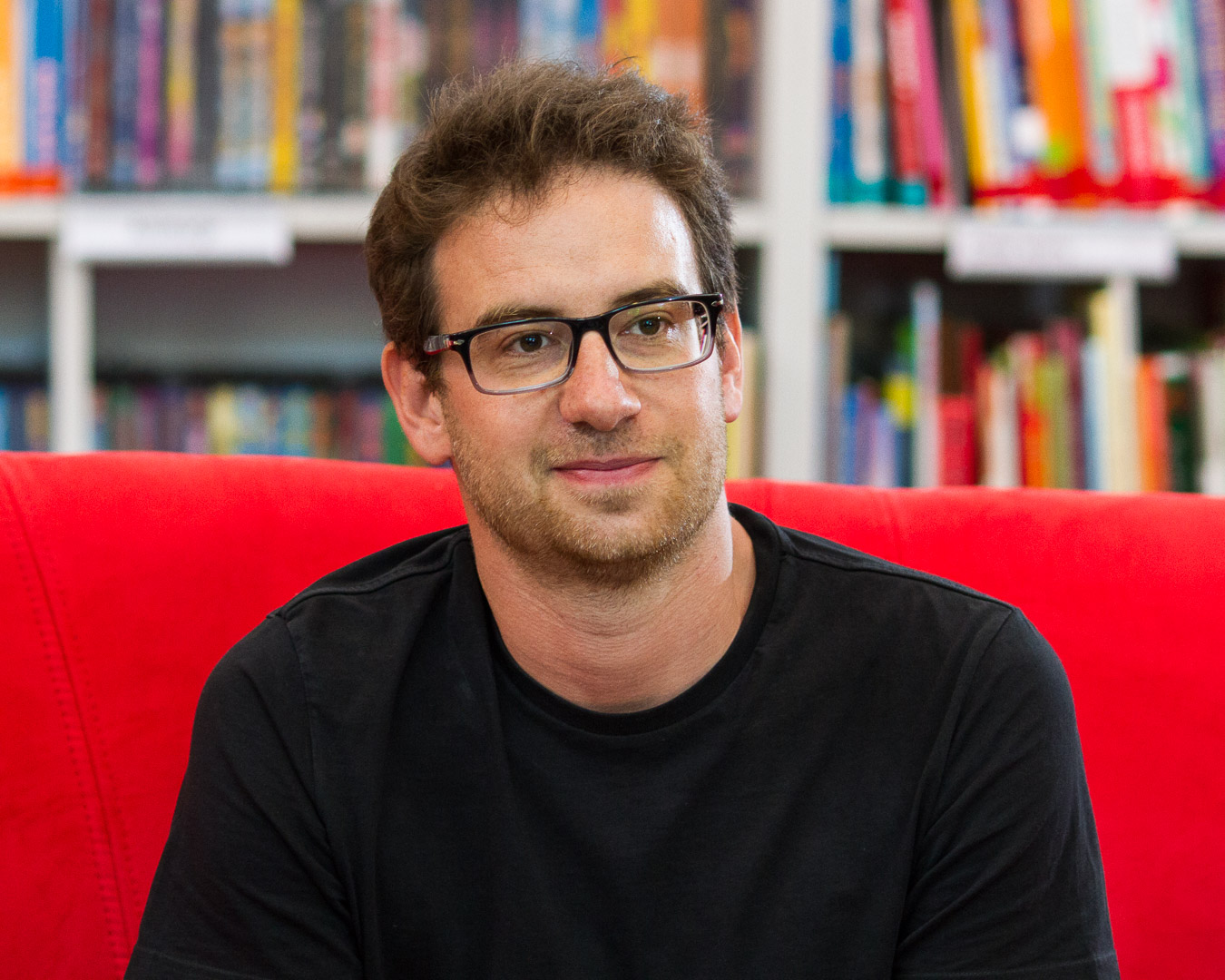
Mikołaj Łoziński (2015)

Mikołaj Łoziński (* 1980 in Warschau) ist ein polnischer Prosaschriftsteller und Fotograf. Er ist der Sohn des Dokumentarfilmers Marcel Łoziński und Bruder des Regisseurs Paweł Łoziński.

## Leben
Łoziński lebte nach dem Abitur einige Jahre in Paris und studierte dort Soziologie an der Sorbonne. Er arbeitete als Fotograf für Przekrój und Rzeczpospolita.
Er wohnt in Warschau.

## Publikationen
- Reisefieber, 2006
  - Reisefieber, 2008, übersetzt von Roswitha Matwin-Buschmann
- Bajki dla Idy, 2008
- Książka, 2011
- Restauracja, 2011, zusammen mit Julia Staniszewska
- Prawdziwa bajka, 2013, zusammen mit Marta Ignerska
- Stramer, 2019, Wydawnictwo Literackie (Kraków, 2019).  Deutsch 2024 (übersetzt von Renate Schmidgall), ISBN 978-3-518-43199-3

## Auszeichnungen und Nominierungen
- 2007: Kościelski-Preis
- 2007: Nominierung auf der Longlist des Nike-Literaturpreises mit Reisefieber
- 2011: Paszport Polityki in der Kategorie Literatur mit Książka